# Domani devo fare una cosa/Buona fortuna
Domani devo fare una cosa / Buona fortuna è il secondo singolo su 7" de I Balordi pubblicato nel 1967 dalla Durium.

## Tracce
Lato A
1. Domani devo fare una cosa

Lato B
1. Buona fortuna

## Credits
- Produttore: Luciano Giacotto
- Scritto da: Gianni Muratori, Luciano Giacotto